# 彰化縣立彰德國民中學
彰化縣立彰德國民中學，簡稱彰德國中（英語：Chang-Te Junior High School）是位於於台灣彰化縣彰化市的一所國民中學。主要地理分區為彰化市東區。鄰近彰化市與南投縣交界，地址為臺灣彰化縣彰化市香山里彰南路二段512巷97號。  有奧運跳高選手向俊賢及奧運跆拳道選手劉威廷及第20屆金曲獎最佳台語男歌手獎翁立友等校友。

## 建校沿革與特色
在1971年，地方望族林瑞國先生鑒於彰化市東區未有國民中學設立，為造福東區民眾，捐地協助設立彰德國中，同年7月成立籌備處，由陽明國中校長王鉞兼任籌備主任，當時籌辦中的彰德國中初始以「大竹國民中學」為校名，後因與其他縣市國中同名，業經時任縣長陳時英改命名為「彰德國民中學」定案，校地約二甲。1971年9月1日首任校長劉建昌接任，借陽明國中教室禮堂上課，1972年2月校舍完成，師生遷回原校上課。
彰德國中位於彰化東區，地理位置上鄰近八卦山麓，可直接在校園中觀察到留鳥大冠鷲的蹤跡，也能在彰德國中觀察到每年南北往返的灰面鷲過境，在八卦山大量起落的生態，彰化野鳥協會也就近以彰德國中為主，向該校學生推廣生態保育觀念。
自2006年起，彰德國中奉准設立體育班後，發展體育項目主要方向為田徑及桌球，該校體育發展培育較知名人士主要有奧運跳高選手向俊賢及奧運跆拳道選手劉威廷，另外效力於 T1 聯盟桃園雲豹籃球隊羅振峰也是該校校友。

## 歷任校長
以下資料取自《彰化市志》與彰德國中校史。
| 任次   | 姓名   | 起訖                  |
| ------ | ------ | --------------------- |
| 第一任 | 劉建昌 | 1971年9月 - 1980年8月 |
| 第二任 | 徐志敏 | 1980年9月 - 1987年1月 |
| 第三任 | 吳暎絲 | 1987年2月 - 1999年2月 |
| 第四任 | 蔡錫坤 | 1999年3月 - 2003年1月 |
| 第五任 | 趙武升 | 2003年2月 - 2011年1月 |
| 第六任 | 吳麗月 | 2011年2月- 2018年1月  |
| 第七任 | 謝清森 | 2018年2月- 2023年8月  |
| 第八任 | 石興銓 | 2023年9月-            |